# Quảng Minh, Ba Đồn
Quảng Minh là một xã thuộc thị xã Ba Đồn, tỉnh Quảng Bình, Việt Nam.

## Địa lý
Xã Quảng Minh nằm ở phía tây nam thị xã Ba Đồn, có vị trí địa lý:
- Phía đông giáp xã Quảng Văn và huyện Bố Trạch
- Phía tây giáp xã Quảng Sơn
- Phía nam giáp huyện Bố Trạch
- Phía bắc giáp xã Quảng Hòa.

Xã Quảng Minh có diện tích 18,19 km², dân số năm 2019 là 7.904 người, mật độ dân số đạt 435 người/km².

## Hành chính
Xã Quảng Minh được chia thành 10 thôn: Tây Minh Lệ, Bắc Minh Lệ, Nam Minh Lệ, Thái Hòa, Minh Trường, Cồn Nâm, Minh Hà, Tân Định, Đông Thành, Minh Tiến.
Xã có 4 cồn nổi trên sông là: Cồn Nâm, Cồn Thụy, Cồn Si, Cồn Nổi.

## Lịch sử
Trước đây, xã Quảng Minh thuộc huyện Quảng Trạch.
Từ ngày 20 tháng 12 năm 2013, xã trực thuộc thị xã Ba Đồn như hiện nay.